# Eperjesi vésztörvényszék

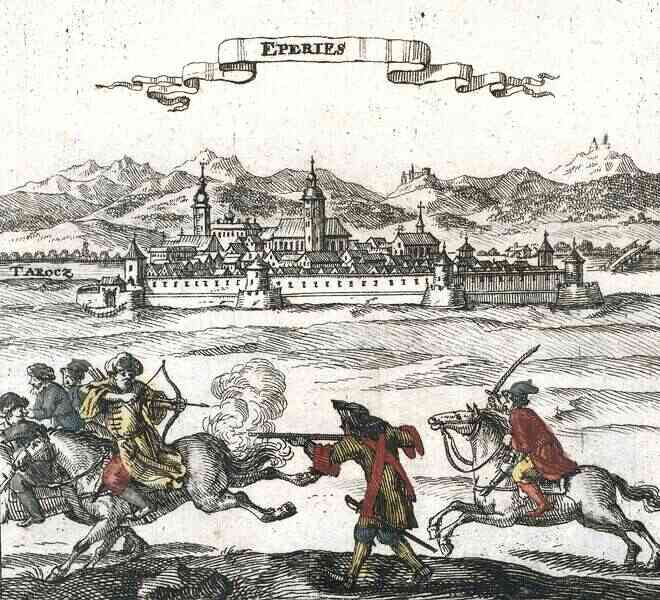
Justus van der Nypoort: Eperjes vára 1686-ban

Az eperjesi vésztörvényszék 1687. február közepétől néhány hónapig fennállt, I. Lipót Habsburg házból származó magyar király felhatalmazása alapján létrehozott politikai bíróság volt, amelyet Antonio Caraffa itáliai zsoldosvezér vezetett. Nem titkolt célja a Thököly-féle mozgalom felszámolása volt. A vésztörvényszék működése során koholt vádak alapján perbe fogott „főbb nemesek” ellen általános vizsgálatot rendelt. Sokakat kínoztak meg és végeztek ki.

## Esemény előzményei

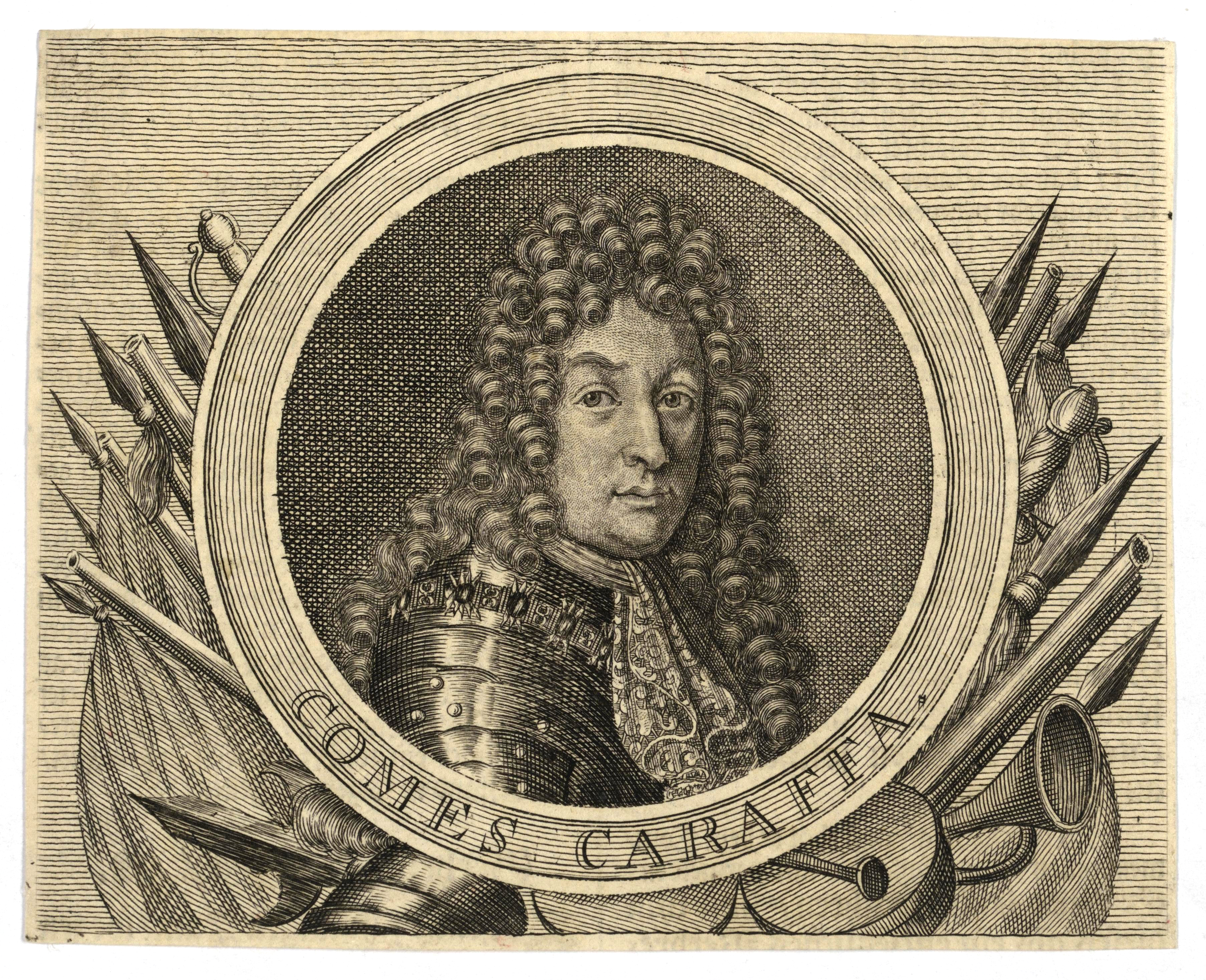
Antonio Caraffa itáliai zsoldosvezér az Északkelet-Magyarországon állomásozó császári katonaság fővezére

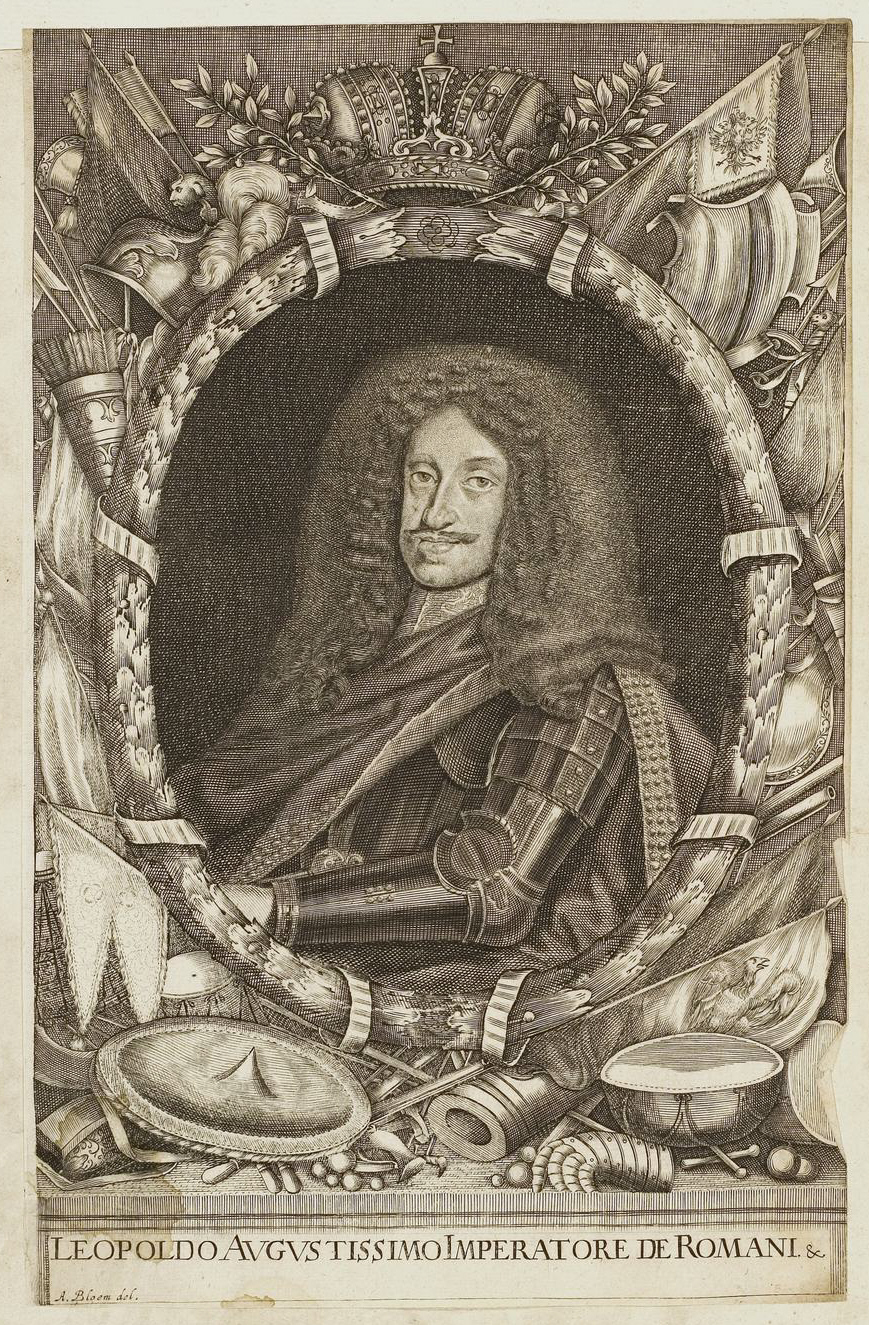
I. Lipót Német-római császár és német király, magyar és cseh király

A perek elindulásának legfőbb okát a korai kuruc mozgalmak és a Thököly-szabadságharc okozta, a pereket a harcokban károsultak indították a kuruc mozgalommal szimpatizáló vagyonos emberek ellen.
Most nyilik alkalom örök időkre kiirtani Magyarországból a pártoskodást. A hadi szerencse jelenleg kedvez Felségednek, s a büntetés nemcsak igazságosnak fog látszani, hanem helyeseltetni is fog fenhangon. A birságok és elkobzások gyarapítani fogják a kincstárakat. De félrendszabálynak semmi haszna; szükség, hogy az inquizicio az ország több pontján egyszerre minél keményebben induljon meg.

## Részletes története
A bíróságon Caraffa tábornok elnökölt, és mellette négy császári katona és nyolc magyar nemes és polgár vett részt az ítélkezésekben. Hamis vádak alapján indították el a letartóztatásokat 1687 februárjában. Döntő mértékben gazdag és tekintélyes embereket fogtak perbe. Rettentő kínzások közepette kicsikart vallomások alapján vették rá a koholt vádak beismerésére a perbe fogottakat. Márciusában végezték ki az első áldozatokat. Többen voltak, akik öngyilkossággal előzték meg a vérpadot. A kivégzettek között volt a környék leggazdagabb főura Radvánszky György, akit azzal vádoltak, hogy ő segítette pénzzel az összeesküvést. Az eperjesi vésztörvényszék vagyonos, köztiszteletben álló, protestáns vallású embereket szemelt ki áldozatul. A kínzások alkalmazásában felhasználták a spanyol és olasz inkvizíció módszereit és eszközeit.
A gróf Caraffa tábornok elnökletével létrehozott rendkívüli törvényszék ítéletei nyomán huszonnégy nemes urat és gazdag városi polgárt végeztek ki illetve kínoztak halálra. Caraffa kínzásokkal akart tanúvallomást kicsikarni gróf Csáky Istvánból, aki országbíró és felső-magyarországi főkapitány volt, de eredménytelenül.
Az eperjesi vésztörvényszék nagyméretű nemzetközi felháborodást váltott ki.
A vármegyék és a nádor határozott közbeléptére a király az év vége felé feloszlatta a bíróságot, de Caraffát magas kitüntetésekkel halmozták el.

## Emlékezete

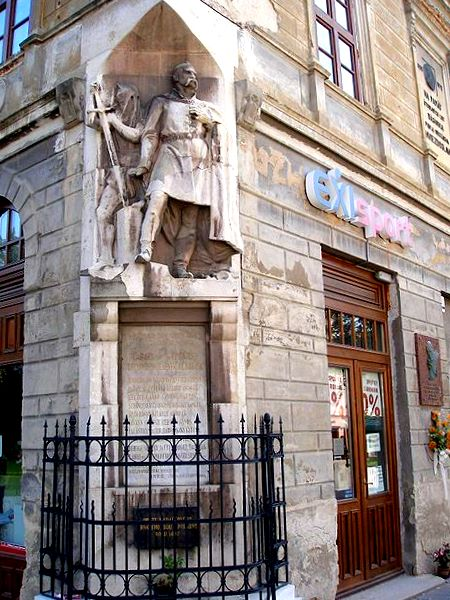
Az eperjesi vértanúk emlékműve

- A vértanúk emlékét 1908 óta szobor örökíti meg Eperjesen.